# DMMドリームクラブ
DMMドリームクラブ株式会社（DMM Dream Club Co. Ltd.）は、日本中央競馬会に馬主登録をしているクラブ法人である。株式会社DMM.com証券が2017年8月より運営を開始した「DMMバヌーシー」より匿名組合契約に基づく競走馬の現物出資を受けて、中央競馬などの競走に出走させている。
勝負服の柄は黒、緑山形一文字、冠名は特に用いない。

## 概要
DMM.comは2017年夏季に開催されたセリ「セレクトセール」にて、3頭を総額6億7500万円（外税）で法人馬主として購入したが、単に法人馬主の所有とするのではなく、DMM.com証券（インターネット取引専業証券会社）の口座会員を対象とした一口馬主になれるシステム「DMMバヌーシー（馬主=ばぬし）」なるアプリを開発し、その対象とした。
利用者はDMM.com証券の口座を開設したうえで、簡単な入会審査（身分証明用の書類=免許証、保険証、マイナンバーカードその他の提出必要）を行い、通常で申し込み後から2-3日程度で入会キット（ログイン用パスワード他）が送付される。入会金は無料で、1つの競走馬に対して、1万口を募集する。購入も一般の一口馬主よりも少額（※”割安”ではない。）の3-4万円程度に設定する。これには育成預託金も込みとなっているため、追加の預託金を支払うことも原則としてない。アプリも無料ダウンロードができることになっており、馬主会員でなくても、DMMドリームクラブが保有する競走馬についても知ることができる。

## 歴史

### 2016年
- クラブ法人「DMMドリームクラブ」を設立。

### 2018年
- キタノコマンドールが皐月賞に出走。所有馬のGI競走初出走。

### 2019年
- ラヴズオンリーユーが優駿牝馬を制覇。所有馬のGI、クラシック競走及び八大競走初制覇。

### 2021年
- ラヴズオンリーユーがクイーンエリザベス2世カップを優勝し、所有馬の海外G1初制覇。さらに、BCフィリー&メアターフと香港カップも優勝して年間海外G1競走3勝を達成。これにより、エクリプス賞最優秀芝牝馬及びJRA賞最優秀4歳以上牝馬に選出される。

## 主な所有馬
括弧内は重賞（太字はGI）の勝ち鞍

### GI級競走優勝馬

#### 2016年産
- ラヴズオンリーユー（2019年優駿牝馬、2021年京都記念、クイーンエリザベス2世カップ、ブリーダーズカップ・フィリー&メアターフ、香港カップ）

### 重賞競走優勝馬

#### 2018年産
- タイムトゥヘヴン（2022年ダービー卿チャレンジトロフィー）

### その他の所有馬
- キタノコマンドール
- エブリワンブラック
- ハーツシンフォニー
- ディープモンスター
- グランベルナデット
- ミスティックロア
- マリブオレンジ

## 主な表彰馬
JRA賞
- 最優秀4歳以上牝馬

ラヴズオンリーユー（2021年）
エクリプス賞
- 最優秀芝牝馬

ラヴズオンリーユー（2021年）
NTRAモーメントオブザイヤー
ラヴズオンリーユー（2021年）